# مانغا
مانغا (بالكانجي 漫画؛ بالهيراغانا まんが؛ بالكاتاكانا マンガ) هي اللفظ الذي يطلقه اليابانيون على القصص المصورة، ويستخدم خارج اليابان للدلالة على القصص المصورة التي أنتجت في اليابان، أو القصص المصورة التي رسمت بنمط مشابه للنمط الياباني. وقد يستعمل هذا اللفظ للإشارة إلى الصناعة المتعلقة بهذا الفن وكذا إلى الوسائل الإعلامية التي ينتشر عبرها (دوريات، مجلات، إلخ).
تعتبر المانغا ظاهرة اجتماعية في اليابان، تتحدث عن كل المواضيع تقريبًا (الرومانسية، المغامرات، الخيال العلمي، الكوميديا، إلخ) كما تتوجه إلى كل شرائح المجتمع على السواء. وتعد من أنجح التجارب في مجال القصص المصورة على الصعيد العالمي، إذ أن عائدات المانغا الأسبوعية في اليابان، تعادل العائدات السنوية لصناعة القصص المصورة الأميركية، وذلك لكثرة الإقبال عليها.
غزت المانغا المجتمعات الغربية في بداية الثمانينيات، مع موجة اقتحام الأنمي (الرسوم المتحركة اليابانية) لشاشات التلفزيون الأوروبية. لاقت هذه رواجًا كبيرًا في أوساط الشباب على الخصوص.

## أصل الكلمة

كلمة "مانغا" مكتوبة باللغة اليابانية (كانجي).

يرجع أصل كلمة مانغا إلى كلمتي الكانجي اليابانيتين 漫画 واللتان تفيدان 漫 (مان) بمعنى «غريب الأطوار أو مرتجل»؛ و 画 (غا) بمعنى «صور». كما أن لفظ «مانغا» في اليابانية يشير إلى جميع أنواع الرسوم المتحركة، كاريكاتير، وتقنية تحريك الصور المعروفة بالأنمي في حين أن لفظ «مانغا» خارج اليابان وفي العديد من دول العالم، يفيد «القصص المصورة اليابانية»، كما هو الحال مع استخدام لفظ «أنمي» في اليابان وخارجها.
بدأ الاستخدام المشترك للكلمة أول مرة في أواخر القرن الثامن عشر من خلال نشر أعمال مصورة مثل كتاب Shiji no yukikai سنة (1798) للمؤلف سانتو كيودن (بالروماجي: Santō Kyōden)، وفي أوائل القرن التاسع عشر مع أعمال أخرى مثل مانغا hyakujo سنة (1814) للمؤلف أيكاوا مينوا (بالروماجي: Aikawa Minwa) ومانغا هوكوساي الساخرة (1814-1834) التي كانت تحتوي على رسومات أوكييو-إه متنوعة من كراسات الرسم لعراب المانغا الشهير الفنان هوكوساي.
ويعتبر المانغاكا راكوتين كيتازاوا (1876-1955) أول من استعمل لفظ كلمة «مانغا» بالمعنى الحديث.

## تاريخ المانغا

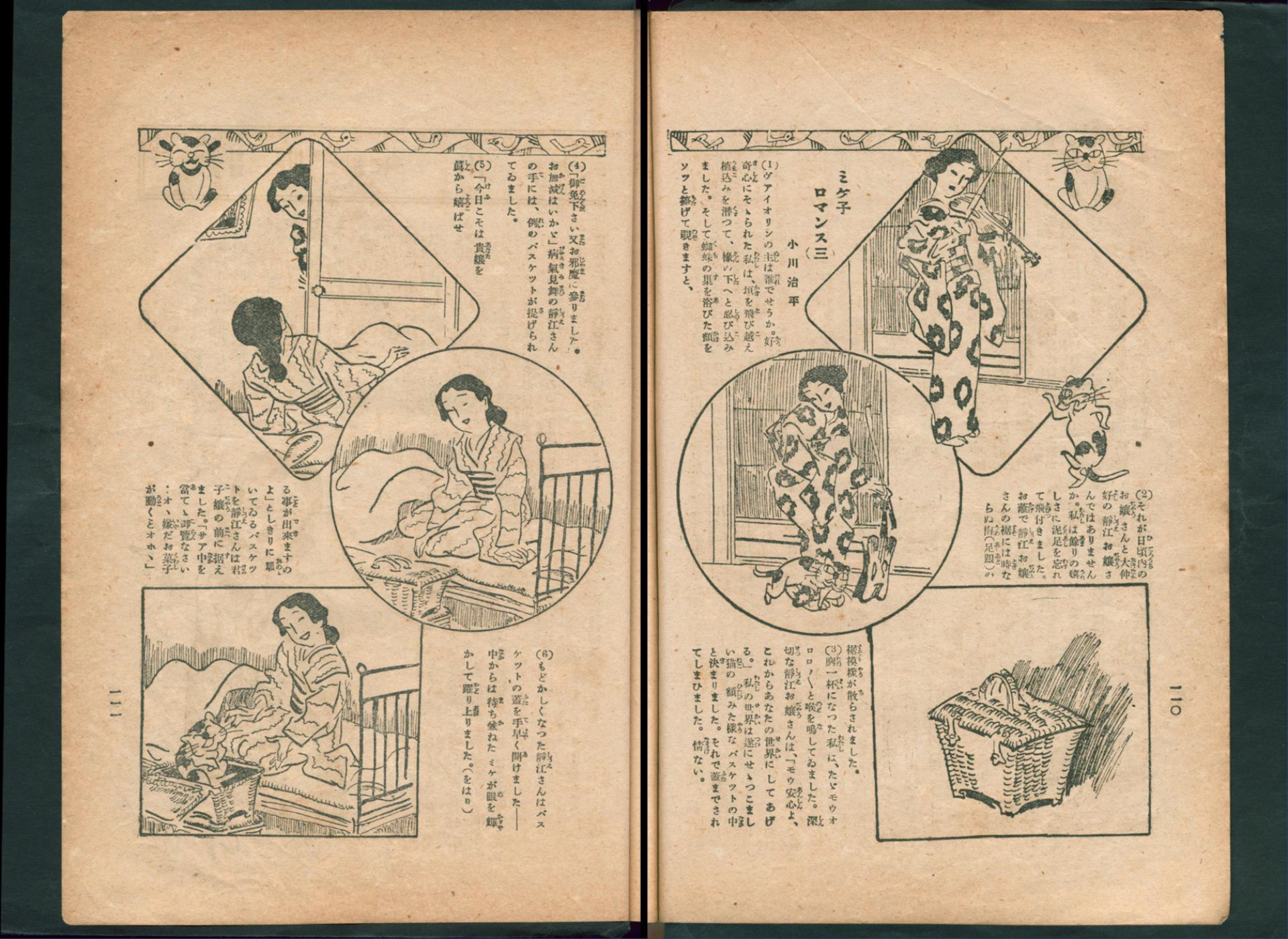
ميكيكو الرومانسية

يُقال إن تاريخ المانغا نشأ من مخطوطات يعود تاريخها إلى القرن الثاني عشر، ويُعتقد أنها تمثل أساس أسلوب القراءة من اليمين إلى اليسار. في أثناء فترة عصر إيدو (1603-1867)، ضمّنت أوبا إهون مفهوم المانغا.[بحاجة لمصدر] استُعملت كلمة مانغا استعمالًا شعبيًا للمرة الأولى في 1798 مع نشر أعمال مثل الكتاب المصور شينجي نو يوكيكاي لسانتو كيودين، وفي بدايات القرن التاسع عشر مع أعمال أخرى مثل مانغا هياكوجو لايكاوا مينوا، وكتب مانجا هوكوساي مانغا (1814-1834). اقترح آدم ل. كيرن أن الكتب المصورة كيبيوشي من أواخر القرن الثامن عشر قد تكون أول كتب مصورة في العالم. تشترك هذه الروايات المرسومة في بعض موضوعات المانغا الفكاهية، والساخرة، والرومانسية مع المانجا الحديثة. أنتجت بعض هذه الأعمال بشكل مسلسل باستعمال الطابعة الخشبية.
وصف الكتاب عن تاريخ المانغا حقبتين كبيرتين في التاريخ شكلتا المانجا الحديثة. تؤكد إحدى وجهات النظر التي يمثلها كتاب آخرون مثل فريدريك إل. شودت، وكينكو إيتو، وآدم إل. كيرن، استمرارية التقاليد الثقافية اليابانية، وجماليتها، متضمنةً ثقافة وفن حقبة ما قبل الحرب، وحقبة ميجي، وما قبل ميجي. أما وجهة النظر الآخرى. فتؤكد الأحداث التي حدثت في أثناء وبعد احتلال الحلفاء لليابان (1945-1952)، وتوكد تأثير الثقافة الأمريكية، متضمنةً القصص المصورة الأمريكية -التي جلبها الجنود الأمريكان إلى اليابان- والصور، والأساليب في التلفزيون، والأفلام، والرسوم المتحركة الأمريكية، خاصةً ديزني.
حدثت انطلاقة من الإبداع الفني في فترة ما قبل الحرب، متضمنةً رسامي مانجا مثل أوسامو تيزوكا (استرو بوي) وماجيكو هاسيجاوا (سازاي-سان). سرعان ما أصبح أسترو بوي -ولا يزال- يتمتع بشعبية كبيرة في اليابان وأماكن أخرى، وساعد اقتباس أنمي سازاي-سان في جذب انتباه المشاهدين أكثر من أي أنمي عرض على التلفاز الياباني في 2011. صنع كل من تيزوكا وهاسيجاوا ابتكارات أسلوبية. في التقنية «السينمائية»، تبدو أجزاء الصفحة صورةً متحركة تكشف تفاصيل الحركة التي تقترب من الحركة البطيئة إضافةً إلى التقريب السريع من مسافة إلى لقطات قريبة. لاحقًا اقتبس رسامو المانغا هذا النوع من الديناميكية المرئية. ركز هاسيجاوا على الحياة اليومية وعلى تجربة المرأة في صنف مميز من المانجا يُسمى شوجو. ظهر بين عامي 1950 و1969 عدد متزايد من قراء المانغا في اليابان مع ظهور نوعين رئيسيين للمانغا، مانغا شونين الموجهة للأولاد، ومانغا شوجو التي تستهدف الفتيات. (في اليابانية، ريديسو レディース، أو ريديكومي レ デ ィ コ ミ، أو جوسي 女性).
تتميز مانغا شوجو الرومانسية الحديثة بالحب صنفًا رئيسيًا للمانغا في روايات مكثفة عاطفيًا لتحقيق الذات. شهدت مانغا شوجو البطلات الخارقات مثل ميرمايد ميلودي بيتشي بيتش لبينك هاناموري، وطوكيو ميو ميو لريكو يوشيدا، وبريتي سولجر سايلور مون لناوكو تاكيوتشي، التي أصبحت مشهورة عالميًا في أصناف المانجا والأنمي. مجموعات من الفتيات التي تعمل معًا لزيادة شعبية هذا الصنف. مثل لوشيا، وهانون، ورينا سينجنج توجيذر، وسايلور مون، وسايلور ميرسوري، وسايلور مارس، وسايلور جوبتر، وسايلور فينوس.
انقسمت المانغا الموجهة للذكور حسب السطر التحريري: مانغا شونن جمهور شاب، و مانغا سينين للشباب والبالغين. وكذلك المحتوى، متضمنًا قصص أكشن ومغامرة غالبًا ما تتضمن أبطالًا ذكور، والكوميدية الساخرة، ومواضيع الشرف، وأحيانًا الجنس الصريح. يستخدم اليابانيون عادةً كانجي لتقريب المعنى بين «سينين»، 青年 التي تعني «شباب، فتى شاب» و 成年 التي تعني «البلوغ، الأغلبية»، تشير الثانية إلى المانغا الإباحية الموجهة للبالغين وتُسمى مانغا السيجين («بالغ» 成人). تتشارك مانغا شونين، وسينين، وسيجين عدة مميزات.

أصبح الفتيان والشباب من القراء الأوائل للمانغا بعد الحرب العالمية الثانية. منذ خمسينيات القرن العشرين وحتى الآن، ركزت مانجا الشونين على مواضيع يُعتقد أنها تهم الفتى النموذجي، متضمنةً الروبوتات، والسفر عبر الفضاء، والمغامرات البطولية المليئة بالأكشن. أشهر هذه المواضيع الخيال العملي، التكنولوجيا، والرياضة، والقوة الخارقة. لم تحقق مانغا الأبطال الخارقين المنفردين مثل سوبرمان، وباتمان، والرجل العنكبوت شعبية عمومًا.

## توزيع نشر ومعارض

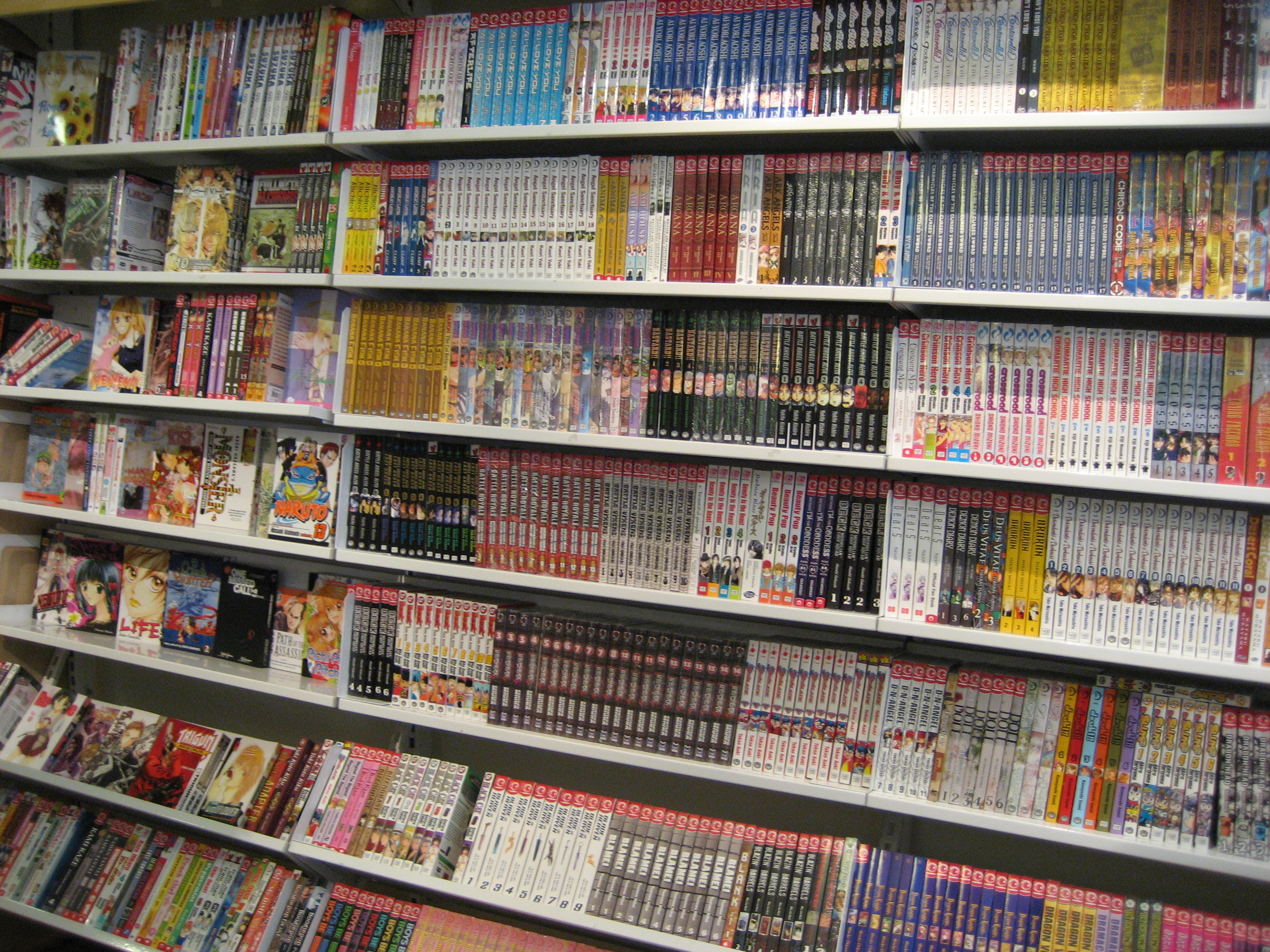
مجموعة كبيرة من كتب المانغا على رفوف المكتبة

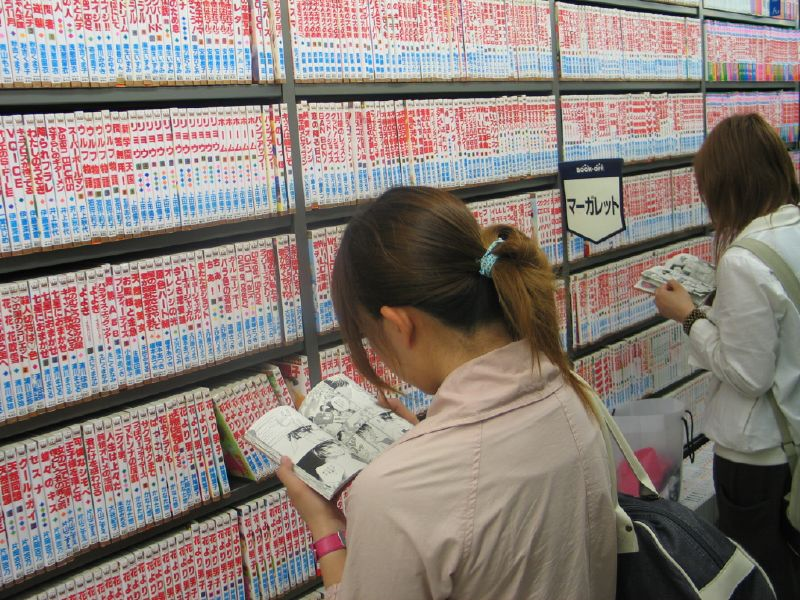
جناح المانغا

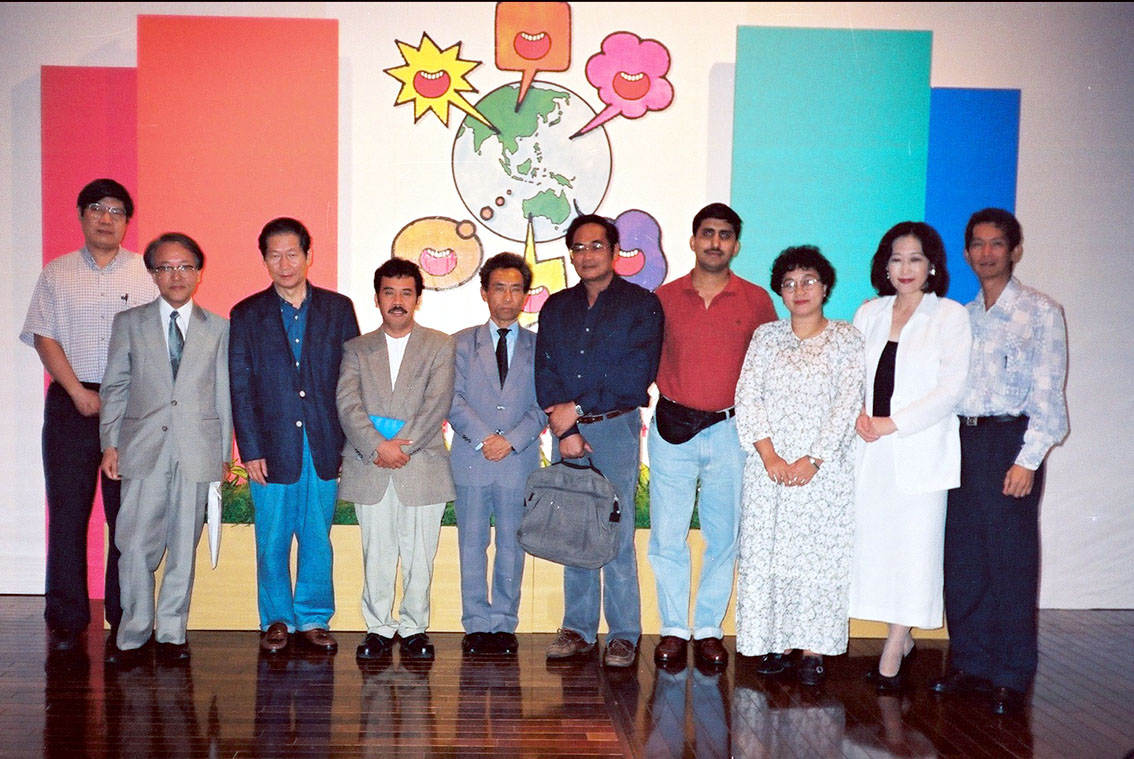
مندوبو المعرض الآسيوي الثالث للرسوم الكاريكاتورية، الذي أقيم في طوكيو (معرض المانجا السنوي) من قبل مؤسسة اليابان

في اليابان، شكلت المانجا صناعة نشر سنوية بقيمة 40.6 مليار ين (حوالي 395 مليون دولار أمريكي) بحلول عام 2007. في عام 2006، بلغت مبيعات كتب المانغا حوالي 27% من إجمالي مبيعات الكتب، وبلغت مبيعات مجلات المانغا حوالي 20% من إجمالي مبيعات المجلات. لقد توسعت صناعة المانجا في جميع أنحاء العالم، حيث تقوم شركات التوزيع بترخيص وإعادة طباعة المانجا بلغاتها الأصلية.
يصنف المسوقون المانجا في المقام الأول حسب عمر وجنس القراء المستهدفين. على وجه الخصوص، تتميز الكتب والمجلات التي تباع للأولاد (شونين) والفتيات (شوجو) بأغلفة فنية مميزة، وتضعها معظم المكتبات على أرفف مختلفة. وبسبب القراءة المتبادلة، لا تقتصر استجابة المستهلك على التركيبة السكانية. على سبيل المثال، قد يشترك القراء الذكور في سلسلة مخصصة للقارئات الإناث، وهكذا. يوجد في اليابان مقاهي المانغا، أو مانجا كيسا (كيسا هو اختصار لكلمة كيساتين). في مانجا كيسا، يشرب الناس القهوة ويقرؤون المانجا ويقيمون أحيانًا طوال الليل.
يحتفظ متحف كيوتو الدولي للمانغا بموقع ويب كبير جدًا يضم قائمة المانغا المنشورة باللغة اليابانية.

### مجلات
تُعد مجلة إي-شيمبون نيبون-تشي (1874)، التي نشرها كاناجاكي روبون وكاوانابي كيوساي، أول مجلة مانجا تم إصدارها على الإطلاق.
تحتوي مجلات المانجا أو مختارات القصص المصورة (باليابانية: 漫画雑誌
) عادةً على العديد من السلاسل التي يتم تشغيلها في وقت واحد مع تخصيص ما يقرب من 20 إلى 40 صفحة لكل سلسلة في كل إصدار. تضمنت مجلات أخرى مثل مجلة عشاق الأنمي Newtype فصولاً فردية داخل دورياتها الشهرية. تعرض مجلات أخرى مثل Nakayoshi العديد من القصص التي كتبها العديد من الفنانين المختلفين؛ تُطبع هذه المجلات، أو "مجلات مختارات القصص المصورة"، كما تُعرف أيضًا (عامية "دفاتر الهاتف")، عادةً على ورق صحف رديء الجودة ويمكن أن يتراوح سمكها من 200 إلى أكثر من 850 صفحة. تحتوي مجلات المانجا أيضًا على قصص مصورة من لقطة واحدة وأربع لوحات مختلفة من يونكوما (مكافئة للقصص المصورة). يمكن أن تستمر سلسلة المانجا لسنوات عديدة إذا كانت ناجحة. تشمل مجلات شونين الشهيرة Weekly Shōnen Jump وWeekly Shōnen Magazine وWeekly Shōnen Sunday - تشمل مانجا الشوجو الشهيرة Ciao وNakayoshi وRibon. يبدأ فنانو المانجا أحيانًا ببضعة مشاريع مانجا "مفردة" فقط لمحاولة نشر اسمهم. إذا نجحت هذه المشاريع وحصلت على مراجعات جيدة، فيستمرون في العمل. غالبًا ما تكون حياة المجلات قصيرة.

### ثقافة تجميع الأجزاء
بعد نشر سلسلة ما لفترة من الوقت، يقوم الناشرون غالبًا بجمع الفصول وطباعتها في مجلدات مخصصة بحجم الكتاب، تسمى "تانكوبون". يمكن أن تكون هذه المجلدات ذات غلاف مقوى، أو عادةً كتب ذات غلاف ورقي، وهي تعادل الكتب الورقية التجارية الأمريكية أو الروايات المصورة. غالبًا ما تستخدم هذه المجلدات ورقًا عالي الجودة، وهي مفيدة لأولئك الذين يريدون "اللحاق" بسلسلة ما حتى يتمكنوا من متابعتها في المجلات أو إذا وجدوا أن تكلفة الأسبوعية أو الشهرية باهظة الثمن. كما تم طباعة إصدارات "فاخرة" مع تقدم القراء في السن وتزايد الحاجة إلى شيء خاص. كما تمت إعادة طباعة المانغا القديمة باستخدام ورق أقل جودة إلى حد ما وبيعها مقابل 100 ين (حوالي دولار أمريكي واحد) لكل منها للتنافس مع سوق الكتب المستعملة.

#### تاريخ
أنشأ كاناجاكي روبون وكاوانابي كيوساي أول مجلة مانجا في عام 1874: مجلة إيشينبون نيبونتشي. تأثرت المجلة بشكل كبير بمجلة جابان بانش التي أسسها تشارلز ويرجمان، رسام الكاريكاتير البريطاني، في عام 1862. كانت مجلة إيشينبون نيبونتشي تتسم بأسلوب بسيط للغاية في الرسومات ولم تحظ بشعبية لدى كثير من الناس. انتهت مجلة إيشينبون نيبونتشي بعد ثلاثة أعداد. كانت مجلة كيشو شيمبون في عام 1875 مستوحاة من مجلة إيشينبون نيبونتشي، والتي تلتها مجلة مارومارو تشينبون في عام 1877، ثم مجلة جاراكوتا تشينبو في عام 1879. كانت مجلة شونين سيكاي أول مجلة شونين أنشأها إيوايا سازانامي، كاتب أدب الأطفال الياباني الشهير في ذلك الوقت، في عام 1895. ركزت مجلة شونين سيكاي بشكل كبير على الحرب الصينية اليابانية الأولى.

### دوجينشي
تُشبه كتب الدوجينشي، التي تنتجها دور نشر صغيرة خارج السوق التجارية السائدة، في نشرها كتب القصص المصورة التي تنشرها دور نشر صغيرة مستقلة في الولايات المتحدة. يُخصص معرض كوميكيت، وهو أكبر مؤتمر للكتب المصورة في العالم ويزوره حوالي 500000 زائر على مدار ثلاثة أيام، للدوجينشي. وفي حين تحتوي في أغلب الأحيان على قصص أصلية، فإن العديد منها عبارة عن محاكاة ساخرة أو تتضمن شخصيات من مسلسلات المانغا والأنمي الشهيرة. تستمر بعض كتب الدوجينشي في قصة السلسلة أو تكتب قصة جديدة تمامًا باستخدام شخصياتها، تمامًا مثل قصص المعجبين. في عام 2007، بلغت مبيعات الدوجينشي 27.73 مليار ين (245 مليون دولار أمريكي). في عام 2006 مثلت حوالي عُشر مبيعات كتب المانغا والمجلات.

## الأسواق الدولية

### الوطن العربي
يهتم مركز الزهرة بدبلجة مسلسلات الأنمي المشهورة مثل: ون بيس ودراغون بول والمحقق كونان وغيرها؛ لكنه لا يترجم أي نوع من أنواع المانغا أو يصدرها في حين أن شركات دبلجة الأنمي في العالم وخاصةً في الولايات المتحدة تهتم بترجمة المانغا وإنتاجها لكن لم تصدر أي شركة عربية أي مانغا يابانية بل فقط يهتمون بإنتاج الأنمي الياباني.
ساهمت المسلسلات اليابانية المدبلجة للغة العربية في الثمانينيات مثل غرندايزر وليدي أوسكار في وضع حجر الأساس لشعبية مثل هذا النوع من الفنون في المجتمع العربي المعاصر، إلا أن شعبيتها في العالم العربي بقيت محدودة أمام شعبية الأنمي وذلك لصعوبة الحصول على المانغا وندرتها في الوطن العربي وخصوصاً أنها كانت تستورد غالبًا باللغة الفرنسية وبكميات محدودة. لكن مع انتشار الإنترنت بدأت شعبية المانغا بالازدياد وأصبح المصدر الأسهل للمانغا ("Scanlation" أو الصفحات المترجمة) متوفرًا بكثرة على الإنترنت مع العلم أنه ممنوع رسميٌا في أغلب الأحيان لكونه يخرق حقوق الناشر الأصلي ولا يمتلك الموزعون حقوق النشر أو إذنًا بذلك ولو كان هذا النشر مجانًا على الإنترنت وبذلك تعتبر "Scanlation" في أغلب الأحيان نوعا من أنواع القرصنة. تمتلئ شبكة الإنترنت بالمانغا المترجمة إلى معظم لغات العالم ومنهم العربية لكن ليس لديهم أي حقوق طبع ونشر بل تُنتج للإنترنت فقط ولا يجوز نزولها في الأسواق فهي غير مرخصة.

### القصص المصورة العربية بأسلوب المانغا
في سبتمبر عام 2008 صدر العدد الأول من مجلة خيال في الإمارات العربية المتحدة بأربع قصص مرسومة بأسلوب المانغا الأبيض والأسود هي مالك، الأمبراطور الرمادي، تفاعلات خاصة وحول العالم(قصص مصورة). وكذلك قصة سردية بخلفيات ملونة تميل لأسلوب الرسم الياباني حكاية جورب. تعتبر المجلة أول مجلة في الخليج العربي يكتبها ويرسمها شباب من الوطن العربي دون الاستعانة بعناصر غير خليجية وتطبع وتوزع في الإمارات العربية المتحدة. حتى نهاية العام 2010 صدر من المطبوعة 10 أعداد مع إمكانية تحميل نسخة إلكترونية من أول عددين في الموقع الرسمي.

### أوروبا
لقد أثرت المانجا على الرسوم الكرتونية الأوروبية بطريقة مختلفة إلى حد ما عن تلك الموجودة في الولايات المتحدة. فقد فتح بث الرسوم المتحركة في فرنسا وإيطاليا السوق الأوروبية للمانجا خلال السبعينيات. لقد استعار الفن الفرنسي من اليابان منذ القرن التاسع عشر (الجابونية) ولها تقليدها الخاص المتطور في رسم الرسوم الكاريكاتورية. تم تقديم المانغا إلى فرنسا في أواخر التسعينيات، حيث أصبحت الثقافة الشعبية اليابانية تحظى بشعبية كبيرة: في عام 2021، كانت 55% من القصص المصورة المباعة في البلاد عبارة عن مانغا، وفرنسا هي أكبر مستورد للمانغا.

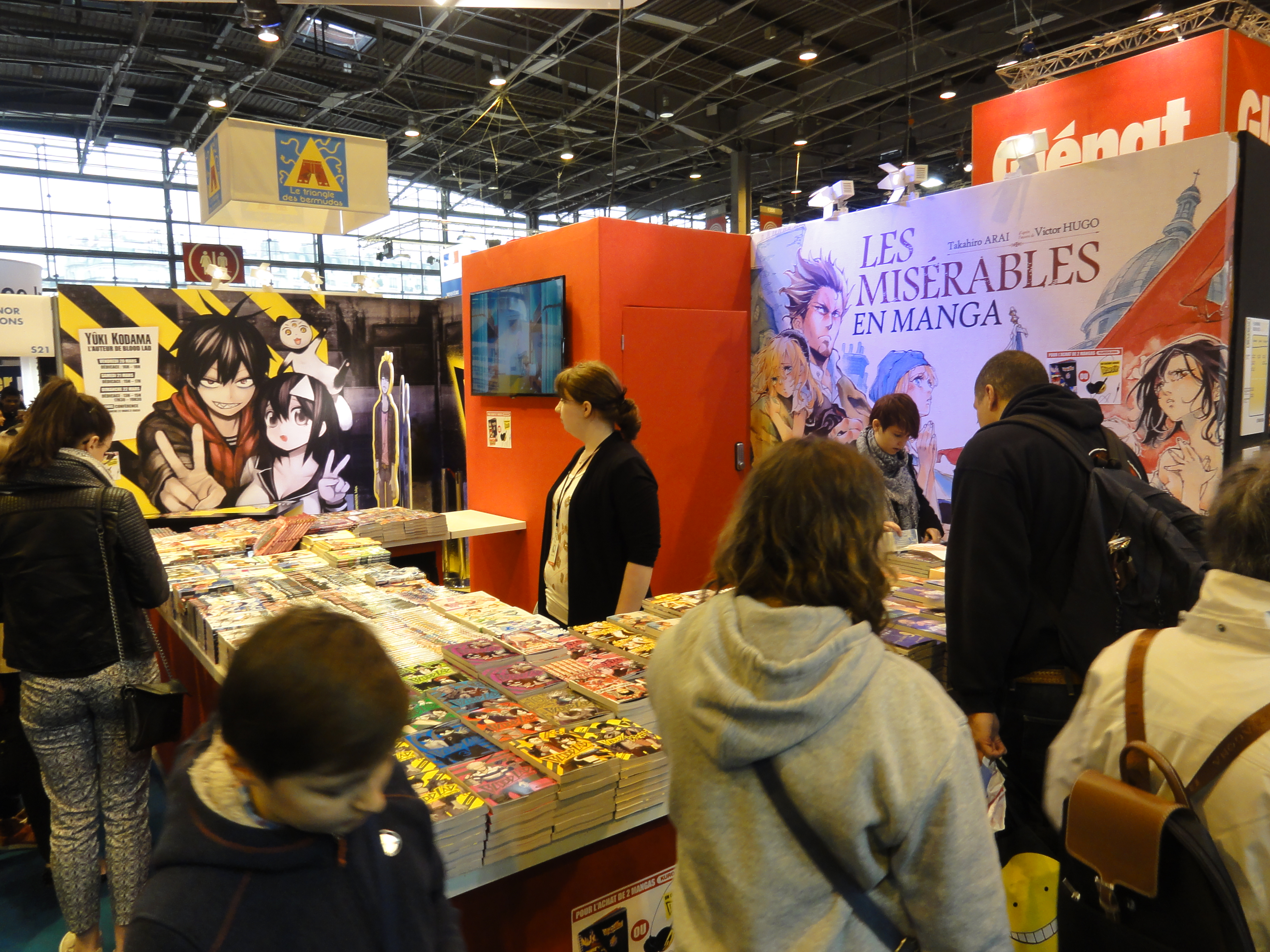
أشهر المانغا في معرض الكتاب بباريس 2015

### الولايات المتحدة
لم تشق المانجا طريقها إلى أسواق الولايات المتحدة إلا تدريجيًا، في البداية بالاشتراك مع الأنمي ثم بشكل مستقل. أصبح بعض المعجبين الأمريكيين على دراية بالمانجا في السبعينيات وأوائل الثمانينيات. ومع ذلك، كان الأنمي في البداية أكثر سهولة من المانجا بالنسبة للمعجبين الأمريكيين، وكان العديد منهم من الشباب في سن الجامعة الذين وجدوا أنه من الأسهل الحصول على أشرطة الفيديو للأنمي وترجمتها وعرضها بدلاً من ترجمة وإعادة إنتاج وتوزيع كتب المانجا على غرار تانكوبون. كانت واحدة من أوائل المانجا المترجمة إلى الإنجليزية والمسوقة في الولايات المتحدة هي Barefoot Gen لكيجي ناكازاوا، وهي قصة سيرة ذاتية عن القصف الذري لهيروشيما التي أصدرها ليونارد ريفاس وإديوكوميكس (1980-1982). تمت ترجمة المزيد من المانجا بين منتصف الثمانينيات والتسعينيات، بما في ذلك Golgo 13 في عام 1986، وLone Wolf and Cub من First Comics في عام 1987، وKamui وArea 88 وMai the Psychic Girl، أيضًا في عام 1987 وجميعها من Viz Media-Eclipse Comics. سرعان ما تبع ذلك آخرون، بما في ذلك Akira من طبعة Epic Comics التابعة لـ Marvel Comics، وNausicaä of the Valley of the Wind من Viz Media، وAppleseed من Eclipse Comics في عام 1988، ولاحقًا Iczer-1 (Antarctic Press، 1994) وIppongi Bang's F-111 Bandit (Antarctic Press، 1995).
خلال الثمانينيات والتسعينيات، أحدثت الرسوم المتحركة اليابانية، مثل Akira وDragon Ball وNeon Genesis Evangelion وPokémon، تأثيرًا أكبر على تجربة المعجبين وفي السوق من المانجا. تغيرت الأمور عندما أسس المترجم ورائد الأعمال تورين سميث شركة ستوديو بروتيوس في عام 1986. عمل سميث وستوديو بروتيوس كوكيل ومترجم للعديد من المانغا اليابانية، بما في ذلك Appleseed لماساموني شيرو وOh My Goddess! لكوسوكي فوجيشيما، لصالح دارك هورس وإيروس كوميكس، مما ألغى الحاجة إلى أن يبحث هؤلاء الناشرون عن جهات اتصال خاصة بهم في اليابان. وفي الوقت نفسه، افتتح الناشر الياباني شوجاكوكان مبادرة سوق أمريكية مع شركته الفرعية في الولايات المتحدة فيز، مما مكن فيز من الاعتماد بشكل مباشر على مهارات شوجاكوكان في الكتالوج والترجمة.

## طريقة قراءة المانغا اليابانية

اتجاه قراءة المانغا اليابانية

تقرأ المانغا من الأعلى للأسفل ومن اليمين لليسار.

## المانغا المترجمة
بسبب عدم تمكن الدول الأخرى من منافسة اليابان في صناعة المانغا اتجهت إلى ترجمتها بسبب الطلب الكثير من طرف المتلهفين الذين لا يجيدون اليابانية لقى هذا المجال ازدهارا حيث نجد العديد من المواقع الالكترونية التي تترجم المانغا وتنشر المانغا داخل بلدنهم مما يرفع شعبية المانغا خارج اليابان

## شعبة المانغا في التعليم الجامعي
سيكون قسم المانجا في جامعة Kyoto Seika University اليابانية، والذي سيفتتح في ربيع 2006 , أول قسم لتدريس المانجا في مجالات التعليم العالي في اليابان.هنالك حاليا دورات تعليمية للمانجا في نفس الجامعة يدرس فيها بعض الطلاب سيتم ضمها إلى القسم الجديد.
من ضمن المواد التي ستدرس في القسم كيفية إنتاج المانغا والأنمي.
شوهو ساتو، مؤلف كتاب Umizaru وSay Hello to Black Jack، أثار بعض الجدل على تويتر. يقول ساتو، "مدرسة المانجا لا معنى لها لأن هذه المدارس لديها معدلات نجاح منخفضة للغاية. ثم، يمكنني تعليم المبتدئين المهارات المطلوبة في العمل في غضون ثلاثة أشهر. في غضون ذلك، ينفق طلاب المدارس هذه عدة ملايين من الين، وأربع سنوات، ومع ذلك فهم لا يصلحون لأي شيء". وأن، "على سبيل المثال، صرحت كيكو تاكيميا، أستاذة جامعة سيكا آنذاك، في مجلس الحكومة بأن "المبتدئ الكامل سيكون قادرًا على فهم مكان "Tachikiri" (أي قسم الهامش) خلال أربع سنوات". من ناحية أخرى، أتخيل أن الأمر يستغرق حوالي ثلاثين دقيقة لفهم ذلك تمامًا في العمل".

## أعلام المانغا
يعتبر تيزوكا أوسامو من أشهر مؤلفي المانغا في اليابان، من أعماله كيمبا الأسد الأبيض (Taitei، 1950) والذي يعتقد أن شركة والت ديزني قامت باقتباسه في فيلمها الأسد الملك (1994 م)، وأيضًا الفينيق (Hinotori، 1967؛ باليابانية: 火の鳥). بينما أبرز مؤلفي المانغا في الوقت الحاضر هم:
- هاجيمي إيساياما مؤلف هجوم العمالقة
- أكيرا تورياما مؤلف دراغون بول
- إييتشيرو أودا مؤلف ون بيس
- غوشو أوياما مؤلف المحقق كونان
- ماساشي كيشيموتو مؤلف ناروتو
- تايت كوبو مؤلف بليتش
- يوشيهيرو توغاشي مؤلف القناص
- إنوويه تاكيهيكو مؤلف سلام دانك
- وأخرون مثل فوجي-أو أكاتسوكا، وهيروسي هيراتا، وغوسيكي كوجيكا، وغيرهم.

## جوائز
المانغا يابانية تحتوي على عدد كبير من الجوائز، الكثير منها يعلن عنه الناشرون، وتحتوي المجلات عادة على منشورات عن القصص الفائزة. أمثلة على هذه الجوائز:
- أكاتسودا لمانغا هزلية.
- جائزة دينغكي رسوم هزلية الكبرى لمانغا ناجحة.
- جائزة شركة كاريكاتورين يابانيين (أنواع عديدة).
- جائزة كودانشا للمانغا (أنواع عديدة من جوائز).
- جائزة شوغاكوكان للمانغا (أنواع عديدة)
- جائزة تيزوكا لأفضل سلسلة مانغا جديدة.
- جائزة أوسامو تيزوكا الثقافية (أنواع عديدة).

## اقرأ أيضًا
- قائمة بأسماء المانغا
- أنمي
- الثقافة الشعبية اليابانية

## وصلات خارجية
- كيف تصنع مانغا من الألف إلى الياء
- مانغا.